# Pyrolycus manusanus
Pyrolycus manusanus és una espècie de peix de la família dels zoàrcids i de l'ordre dels perciformes.

## Morfologia
- Els mascles poden assolir 17,1 cm de longitud total.
- Nombre de vèrtebres: 78-81.
- Carn gelatinosa.[4]

## Hàbitat
És un peix marí i d'aigües profundes que viu entre 1.623-1.971 m de fondària.

## Distribució geogràfica
Es troba a Papua Nova Guinea.

## Observacions
És inofensiu per als humans.